# Jaws Unleashed
Jaws Unleashed (in italiano "Lo Squalo") è un videogioco del 2005 direttamente ispirato alla fortunata serie cinematografica Lo squalo. Il gioco è stato sviluppato dalla casa di videogiochi ungherese Appaloosa Interactive (precedentemente chiamata Novotrade International e creatrice anche del famoso videogame per Sega Mega Drive Ecco the Dolphin) e pubblicato da Majesco Entertainment per Microsoft Windows, PlayStation 2 ed Xbox. È stato l'ultimo gioco della casa di sviluppo, che ha dichiarato bancarotta nel 2006.

## Trama
Il gioco si sviluppa attorno alle vicende di uno squalo bianco chiamato Jaws (in italiano "mascelle", che è anche il titolo originale del film Lo squalo: in ogni caso all'inizio del gioco è possibile scegliere quale nome dare allo squalo, anche se durante il gioco le scritte si riferiranno sempre all'animale come Jaws), il quale, giunto nelle acque dell'isola di Amity trent'anni dopo lo svolgimento dei fatti narrati nel primo film della saga, comincia a seminare il terrore fra gli abitanti.
Al momento dell'arrivo dell'animale, l'isola sta vivendo un momento di ascesa economica, grazie all'incremento del turismo e l'arrivo di grosse compagnie, come la Environplus: durante lo svolgimento del gioco, lo squalo uccide il figlio dell'amministratore delegato della compagnia, spingendolo ad assumere un professionista (il cui nome è Cruz Ruddock) per eliminare l'animale. Ad opporsi a questo progetto c'è il biologo marino Michael Brody, che vuole catturare l'animale vivo per poterlo studiare da vicino.
Michael riesce nel suo intento e lo squalo viene rinchiuso in una vasca blindata all'interno di un grande parco acquatico presente sull'isola: mentre Michael, l'amministratore delegato ed il sindaco Vaughn discutono sulle misure da prendere con l'animale, quest'ultimo uccide uno degli scienziati che lavorano nell'acquario e lo utilizza per aprire l'entrata della propria vasca, ritrovandosi così in un'altra vasca con altri squali. Il feroce animale rompe il vetro del tunnel all'interno del quale si trovano i visitatori del parco acquatico (scena ripresa dal film Lo squalo 3), inondando la struttura e potendosi così muovere liberamente fra le vasche, fino a giungere in quella dell'orca, che uccide sotto gli occhi di centinaia di spettatori seduti sugli spalti.
Dopo essere fuggito dall'acquario, l'animale impazza per le acque dell'isola, seminando scompiglio durante la notte in un gruppo di ragazzi che hanno organizzato una festicciola in spiaggia. Viene tuttavia interrotto da un attacco perpetrato ai suoi danni con dell'esplosivo, che tuttavia utilizza per far esplodere un oleodotto della Environplus ed innescare una reazione a catena che fa collassare tutta la struttura.
Lo squalo continua ad attaccare varie strutture della compagnia, sabotandole e distruggendole, riuscendo infine ad uccidere l'amministratore delegato: in seguito a un'esplosione che coinvolge un impianto di scavi minerari, il sindaco si convince che l'animale è deceduto e che quindi il pericolo per la popolazione è passato, decidendo quindi di festeggiare il 4 luglio nel modo tradizionale, ossia facendo scoppiare dei fuochi artificiali sparati da varie chiatte poste al largo.

Tuttavia, lo squalo è lungi dall'essere morto ed attacca la barca del sindaco durante i festeggiamenti, causandone l'esplosione e l'affondamento ed una conseguente fuga della folla in preda al panico, mentre il cielo si riempie di fuochi d'artificio.
Nel frattempo, il cacciatore di squali Cruz ha armato una flottiglia e riesce ad arpionare lo squalo con un dispositivo sonar, tuttavia l'animale riesce a sfuggire ai missili ed alle altre armi con cui viene attaccato e uccide violentemente Cruz.
Il gioco termina con un elicottero che vola sui resti della barca del cacciatore di squali, per poi sganciare una bomba ed allontanarsi frettolosamente, asserendo che l'animale non può essere sopravvissuto ad un tale schieramento di forze: ma proprio mentre l'elicottero si allontana, dall'acqua emerge una pinna, che si muove minacciosamente verso il tramonto.

## Modalità di gioco
Il gioco presenta numerose analogie con i vari capitoli della serie di GTA, in quanto l'animale è libero di muoversi nell'ambito della zona costiera dell'isola (quando si arriva ai confini dell'area segnata dalla mappa, la corrente diventa troppo forte e non si può andare oltre), distruggendo e nutrendosi di tutto ciò che incontra sul proprio cammino: proprio come nei vari GTA, qualora lo squalo uccida troppe persone o coli a picco troppe barche in una zona ristretta, verrà attaccato dalla guardia costiera.
L'animale ha a propria disposizione una mappa del territorio circostante, visualizzabile in basso a destra sullo schermo, al di sopra della quale vi sono due barre, una indicante la fame dell'animale e l'altra l'energia: qualora l'energia fosse bassa, l'animale può incrementarla nutrendosi delle varie creature marine o delle persone che vi sono nei paraggi. È da notare il fatto che ad una barra dell'energia piena non corrisponde una barra della fame altrettanto piena, e viceversa.

### Libertà di movimento
Fra una missione e l'altra, lo squalo può muoversi lungo tutta la costa dell'isola, che è divisa in tre settori: 'Mare aperto Est, Mare aperto Ovest, Mare aperto Sud. Ciascun settore è delimitato da una fila di boe che va dalla costa fino all'oceano e contiene un punto di salvataggio (rappresentato da una grossa ancora sommersa). Nuotando l'animale incontra numerose specie animali, differenti per ogni settore, e vari tipi di imbarcazione: lo squalo può interagire con la maggior parte di essi, fatta eccezione per i grandi cetacei che si possono incontrare oltre i confini della mappa, dove la corrente è troppo forte per proseguire.
Le missioni principali sono undici, cui si somma il tutorial iniziale per imparare i comandi di gioco, e vanno svolte compiendole secondo una scaletta ben precisa, in quanto completandone una verrà sbloccata la successiva: fra una missione e l'altra, il gioco offre anche numerose sfide secondarie, spesso ispirate ad episodi che Spielberg inserisce nei film della saga.
Ciascuna missione è segnalata da una boa posta al centro di un cilindro di luce ben visibile in lontananza: il giocatore può completare la missione per tre volte, a ciascuna delle quali corrisponde un maggiore livello di difficoltà, segnalato dal cambio di colore della luce dapprima in arancione e poi in rosso, per poi divenire verde quando anche la missione a maggiore livello di difficoltà (che è uguale alle altre meno difficili, differenziandosene solo per quanto riguarda il tempo -che è minore- od il numero di obbiettivi -che aumenta-) viene portata a termine.

È da notare che queste "missioni nella missione" aumentano la percentuale di completamento del gioco, che tuttavia può essere terminato anche ignorandole del tutto e concentrandosi unicamente alle missioni principali: in questo caso, tuttavia, al termine del gioco la percentuale di completamento sarà del 50% circa. Inoltre, l'animale aumenta la propria taglia al termine di ciascuna missione.

### I comandi
Lo squalo ha a disposizione una serie di movimenti ed attacchi, che lo rendono una vera e propria macchina per uccidere: innanzitutto può mordere quasi ogni oggetto che gli capita a tiro, dai tubi agli animali, e dopo ciascun morso può masticare la preda scuoterla lateralmente per dilaniarla. Sono inoltre disponibili un attacco frontale (consistente in una testata che l'animale dà lanciandosi verso l'obbiettivo) ed il colpo di pinna (dova l'animale dà una codata laterale), che possono essere combinati fra loro, dando un attacco con avvitamento.

L'animale può attaccare sia sott'acqua che al di fuori, potendosi lanciare con tutto il suo peso sulle imbarcazioni, spesso provocandone l'esplosione: è anche possibile attaccare i bagnanti sulle spiagge, lanciandosi al di fuori dell'acqua, salvo poi dovervi ritornare velocemente.
Oltre agli attacchi, l'animale ha inoltre la possibilità di avvicinarsi furtivamente alla vittima e di trascinarla sul fondo, il che torna utile ad esempio nei pressi delle spiagge per attaccare numerosi bagnanti senza dare troppo nell'occhio: lo squalo può inoltre attivare i propri sensi, che gli consentono di avvistare le prede in base all'impulso elettrico da esse emesso, od agganciare una vittima precisa, della quale può anche selezionare la parte del corpo da attaccare per prima.

### Le abilità
Nel gioco la violenza non sempre è fine a sé stessa: portando a termine le missioni, uccidendo gli animali e le persone ed affondando le imbarcazioni, l'animale guadagna dei punti che possono essere utilizzati per aumentare delle abilità: queste ultime sono;
- La potenza, cioè la forza che l'animale imprime in ciascun morso od attacco: ciò permette, ad esempio, di neutralizzare un nemico in minor tempo.
- La precisione, ossia l'abilità dell'animale nel colpire un determinato punto: aumentando questa abilità quando l'animale sferrerà un morso si proietterà in avanti o di lato, raggiungendo anche animali distanti o posti non esattamente davanti a lui.
- La velocità, vale a dire la capacità dell'animale di percorrere maggiori distanze in un minore lasso di tempo: man mano che questa abilità viene incrementata, se l'animale viene fatto nuotare in linea retta per un certo periodo, apparirà una scia bianca ai lati delle pinne pettorali e della pinna dorsale, ad indicarne la velocità.
- La fame, dove aumentando questa abilità l'animale può resistere per più tempo senza mangiare.
- L'energia, ossia la suscettibilità dell'animale a rimanere ferito da attacchi esterni.

Aumentando un'abilità di un punto (per un massimo di cinque punti per abilità), per aumentarla ulteriormente occorreranno il doppio dei punti spesi per quello precedente.
Nell'oceano e nei vari scenari sono inoltre sparsi una serie di oggetti speciali, che forniscono dei punti extra se raccolti: questi possono essere delle targhe automobilistiche o dei forzieri del tesoro, reperibili quasi dovunque sui fondali, ma anche oggetti più rari e che perciò valgono più punti.

### Fauna acquatica
Oltre al grande squalo bianco che fa da protagonista, il gioco è popolato da una ricca fauna acquatica, differente a seconda del settore in cui ci si trova: fra gli animali presenti nel gioco, vi sono;
- Squalo balena (presenti sia degli adulti nel tutorial, sia dei giovanili che possono essere attaccati)
- orca (presente nel parco acquatico come boss finale, oltre che ai bordi del settore settentrionale)
- narvalo
- tursiope
- focena
- calamari di grosse dimensioni
- calamaro gigante (come boss del livello 7)
- capodoglio
- megattera
- tonno (presente sia in banchi che singolarmente)
- marlin
- salmone (presente in banchi)
- pesce pagliaccio (presente in banchi, anche se solitamente è un pesce solitario e bentonico)
- squalo pinna bianca
- pesce martello
- foca grigia
- tricheco
- polpo
- Astice
- Coccodrillo

## Accoglienza
Il gioco è stato scarsamente considerato dalla critica: la maggior parte delle voci critiche si sono concentrate, piuttosto che sul contenuto forte del gioco, sui problemi dati dalle inquadrature: quando venne pubblicata la versione per pc del gioco, con miglioramenti alle inquadrature, le lamentele infatti cessarono ed il gradimento aumentò, in particolare nella versione PAL del gioco.

Una critica piuttosto positiva venne da IGN, che pur definendo il gioco "un clone di GTA", diede una valutazione di 9,4/10, mentre GameSpot diede un giudizio assai più negativo (6,8/10). Nonostante questo, tuttavia, il gioco ebbe un buon successo in termini di vendite (oltre 750 000 copie vendute), meritandosi perciò il titolo di "peggior gioco giocato da tutti 2006"